# 奥格斯堡市政厅
奥格斯堡市政厅(Augsburger Rathaus)是德国巴伐利亚州奥格斯堡的行政中心，阿尔卑斯山以北最重要的文艺复兴风格的世俗建筑之一。它由该市当时的总建筑师埃利亚斯·霍尔设计，兴建于1615–1624年。由于其历史和文化价值，受到海牙公约保护。 
1615年8月25日，埃利亚斯·霍尔为这座建筑奠基。建筑的外部完成于1620年3月，内部完成于1624年。奥格斯堡市政厅是世界上第一座超过六层的建筑物。这座巨大而优雅的石砌建筑物类似于意大利北部的文化和金融之都佛罗伦萨，奥格斯堡很乐意将自己与后者相比。建筑的前部有两个大型装饰：一是代表神圣罗马帝国的帝國鷹；二是奥格斯堡的象征，巨大的铜松果（Zirbelnuss）。 
市政厅的视线曾经几乎完全被联交所于1828年兴建的交易所大楼所阻挡，直到后者在1944年2月25日夜间的英国轰炸所摧毁。1960年代拆除交易所大楼的废墟后，终于能够从广场上看见市政厅。

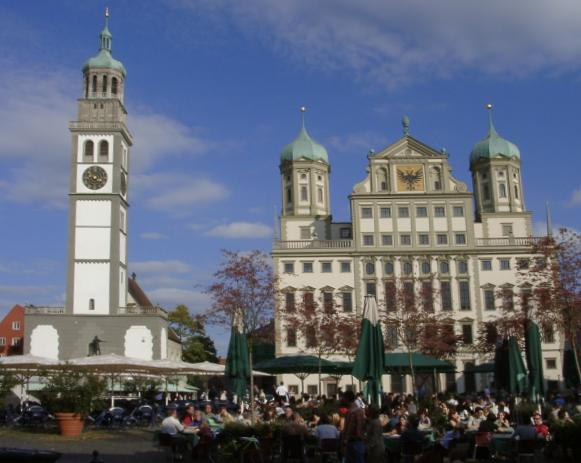
市政厅和Perlachturm

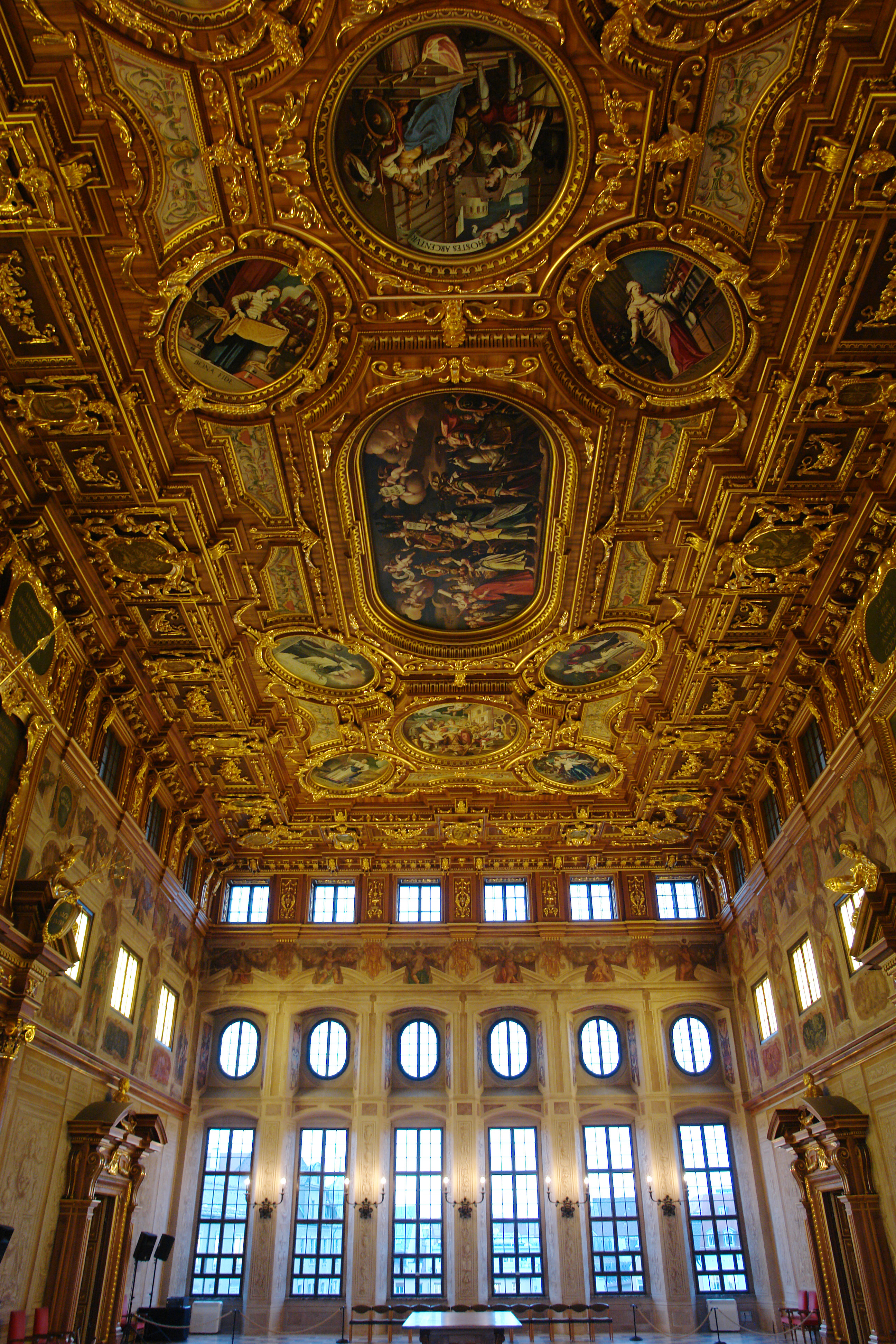
金色大厅

## 现状
奥格斯堡市政厅现在设有帝国城市及其伙伴城市历史的永久展览，对游客开放。金色大厅是举行音乐会的地点。